# Discografia de The Temptations
Este artigo apresenta a discografia do grupo musical da Motown The Temptations. É uma lista completa de todos seus singles e álbuns. Trinta e sete de seus singles entraram na parada Top 40 da revista Billboard nos Estados Unidos, com quatro deles alcançando o número 1. Na parada R&B singles, o grupo obteve um número recorde de 71 singles no Top 40, com 14 destes alcançando o número 1.

## Álbums

### Álbuns de estúdio

#### Motown
Todos os álbuns do Temptations até 1987 foram lançados pela Gordy exceto quatro álbuns colaborativos Supremes/Temptations, os quais foram lançados pela Motown Records, e dois pela Atlantic Records.
| Ano | Álbum                                                                          | Posição nas paradas | Posição nas paradas | Posição nas paradas |
| Ano | Álbum                                                                          | US                  | US R&B              | UK                  |
| --- | ------------------------------------------------------------------------------ | ------------------- | ------------------- | ------------------- |
| 1964 | Meet the Temptations                                                           | 95                  | —                   | —                   |
| 1965 | The Temptations Sing Smokey                                                    | 35                  | 1                   | —                   |
| 1965 | The Temptin' Temptations                                                       | 11                  | 1                   | —                   |
| 1966 | Gettin' Ready                                                                  | 12                  | 1                   | 40                  |
| 1967 | The Temptations with a Lot o' Soul                                             | 7                   | 1                   | 19                  |
| 1967 | The Temptations in a Mellow Mood                                               | 13                  | 1                   | —                   |
| 1968 | The Temptations Wish It Would Rain                                             | 13                  | 1                   | —                   |
| 1968 | Diana Ross & the Supremes Join The Temptations (com Diana Ross & The Supremes) | 2                   | 1                   | 1                   |
| 1969 | Cloud Nine                                                                     | 4                   | 1                   | 32                  |
| 1969 | Together (com Diana Ross & The Supremes)                                       | 28                  | 6                   | 28                  |
| 1969 | Puzzle People                                                                  | 5                   | 1                   | 20                  |
| 1970 | Psychedelic Shack                                                              | 9                   | 1                   | —                   |
| 1970 | The Temptations Christmas Card                                                 | 4 *                 | —                   | —                   |
| 1971 | Sky's the Limit                                                                | 16                  | 2                   | —                   |
| 1972 | Solid Rock                                                                     | 24                  | 1                   | 34                  |
| 1972 | All Directions                                                                 | 2                   | 1                   | 19                  |
| 1973 | Masterpiece                                                                    | 7                   | 1                   | 28                  |
| 1973 | 1990                                                                           | 19                  | 2                   | —                   |
| 1975 | A Song for You                                                                 | 13                  | 1                   | —                   |
| 1975 | House Party                                                                    | 40                  | 11                  | —                   |
| 1975 | Wings of Love                                                                  | 29                  | 3                   | —                   |
| 1976 | The Temptations Do the Temptations                                             | 53                  | 10                  | —                   |
| "—" denota lançamentos que não entraram nas paradas "*" "Christmas Card" diz respeito à parada Top Christmas Albums. |                                                                                |                     |                     |                     |

#### Atlantic Records
Os dois álbuns a seguir foram lançados pela Atlantic Records.
| Ano  | Álbum             | Posição nas paradas | Posição nas paradas | Posição nas paradas |
| Ano  | Álbum             | US                  | US R&B              |                     |
| ---- | ----------------- | ------------------- | ------------------- | ------------------- |
| 1978 | Hear to Tempt You | 113                 | 38                  |                     |
| 1978 | Bare Back         | -                   | 46                  |                     |

#### Motown (retorno)
Os Temptations retornam à Motown à Gordy.
| Ano | Álbum                  | Posição nas paradas | Posição nas paradas | Posição nas paradas |
| Ano | Álbum                  | US                  | US R&B              |                     |
| --- | ---------------------- | ------------------- | ------------------- | ------------------- |
| 1980 | Power                  | 45                  | 13                  |                     |
| 1980 | Give Love at Christmas | 6 *                 | —                   |                     |
| 1981 | The Temptations        | 119                 | 36                  |                     |
| 1982 | Reunion                | 37                  | 2                   |                     |
| 1983 | Surface Thrills        | 159                 | 19                  |                     |
| 1983 | Back to Basics         | 152                 | 30                  |                     |
| 1984 | Truly for You          | 55                  | 3                   |                     |
| 1985 | Touch Me               | 146                 | 20                  |                     |
| 1986 | To Be Continued        | 74                  | 4                   |                     |
| "—" denota lançamentos que não entraram nas paradas "*" "Give Love at Christmas" entrou apenas na parada Top Christmas Albums. |                        |                     |                     |                     |

A gravadora Gordy é absorvida pela Motown.
| Ano                                                 | Álbum           | Posição nas paradas | Posição nas paradas | Posição nas paradas |
| Ano                                                 | Álbum           | US                  | US R&B              |                     |
| --------------------------------------------------- | --------------- | ------------------- | ------------------- | ------------------- |
| 1987                                                | Together Again  | 112                 | 12                  |                     |
| 1989                                                | Special         | —                   | 25                  |                     |
| 1991                                                | Milestone       | —                   | 88                  |                     |
| 1995                                                | For Lovers Only | —                   | 43                  |                     |
| 1998                                                | Phoenix Rising  | 44                  | 8                   |                     |
| 2000                                                | Ear-Resistible  | 54                  | 16                  |                     |
| 2001                                                | Awesome         | 140                 | 27                  |                     |
| 2004                                                | Legacy          | 163                 | 18                  |                     |
| "—" denota lançamentos que não entraram nas paradas |                 |                     |                     |                     |

#### New Door
| Ano                                                 | Álbum         | Posição nas paradas | Posição nas paradas | Posição nas paradas |
| Ano                                                 | Álbum         | US                  | US R&B              |                     |
| --------------------------------------------------- | ------------- | ------------------- | ------------------- | ------------------- |
| 2006                                                | Reflections   | 80                  | 14                  |                     |
| 2007                                                | Back to Front | 108                 | 19                  |                     |
| "—" denota lançamentos que não entraram nas paradas |               |                     |                     |                     |

#### 10/30 International
| Ano                                                 | Álbum          | Posição nas paradas | Posição nas paradas | Posição nas paradas |
| Ano                                                 | Álbum          | US                  | US R&B              |                     |
| --------------------------------------------------- | -------------- | ------------------- | ------------------- | ------------------- |
| 2010                                                | Still Here     | -                   | 49                  |                     |
| "—" denota lançamentos que não entraram nas paradas |                |                     |                     |                     |
| 2018                                                | All The Time’’ | -                   | -                   |                     |
| "—" denota lançamentos que não entraram nas paradas |                |                     |                     |                     |

### Álbuns ao vivo
Todos pela Motown
| Ano                                                 | Álbum                             | Posição nas paradas | Posição nas paradas | Posição nas paradas |
| Ano                                                 | Álbum                             | US                  | US R&B              | UK                  |
| --------------------------------------------------- | --------------------------------- | ------------------- | ------------------- | ------------------- |
| 1967                                                | Temptations Live!                 | 10                  | 1                   | 20                  |
| 1968                                                | Live at the Copa                  | 15                  | 2                   | —                   |
| 1970                                                | Live at London's Talk of the Town | 21                  | 5                   | —                   |
| 1973                                                | The Temptations in Japan          | —                   | —                   | —                   |
| "—" denota lançamentos que não entraram nas paradas |                                   |                     |                     |                     |

### Coletâneas
Todas lançadas pela Motown
| Ano                                                 | Álbum | Posição nas paradas | Posição nas paradas | Posição nas paradas |
| Ano                                                 | Álbum | US                  | US R&B              | UK                  |
| --------------------------------------------------- | --- | ------------------- | ------------------- | ------------------- |
| 1966                                                | Greatest Hits                                                                                                   | 5                   | 1                   | 17                  |
| 1970                                                | Greatest Hits, Vol. 2                                                                                           | 15                  | 2                   | 28                  |
| 1973                                                | Anthology (versão #1)                                                                                           | 65                  | 5                   | —                   |
| 1983                                                | Great Songs and Performances That Inspired the Motown 25th Anniversary T.V. Special                             | —                   | —                   | —                   |
| 1986                                                | Anthology (versão #2)                                                                                           | —                   | —                   | —                   |
| 1986                                                | The Temptations 25th Anniversary                                                                                | 140                 | 55                  | —                   |
| 1992                                                | Motown's Greatest Hits                                                                                          | —                   | —                   | 8                   |
| 1994                                                | Emperors of Soul                                                                                                | —                   | —                   | —                   |
| 1995                                                | Anthology (versão #3)                                                                                           | —                   | —                   | —                   |
| 1997                                                | The Ultimate Collection                                                                                         | 137                 | 60                  | —                   |
| 1999                                                | Lost and Found: You've Got to Earn It (1962–1968)                                                               | —                   | —                   | —                   |
| 2000                                                | 20th Century Masters - The Millennium Collection: The Best of the Temptations, Vol. 1 - the 1960s               | —                   | —                   | —                   |
| 2000                                                | 20th Century Masters - The Millennium Collection: The Best of the Temptations, Vol. 2 - the 1970s, 80s, and 90s | —                   | —                   | —                   |
| 2001                                                | The Temptations at Their Very Best                                                                              | —                   | —                   | 28                  |
| 2002                                                | My Girl: The Very Best of the Temptations (relançado em 2005 como The Temptations: Gold)                        | 167                 | —                   | —                   |
| 2003                                                | Psychedelic Soul                                                                                                | —                   | —                   | —                   |
| 2008                                                | Classic Soul Hits                                                                                               | —                   | —                   | 8                   |
| "—" denota lançamentos que não entraram nas paradas | |                     |                     |                     |

### Trilhas-sonoras
All Motown releases
| Ano                                                 | Álbum                                       | Posição nas paradas | Posição nas paradas | Posição nas paradas |
| Ano                                                 | Álbum                                       | US                  | US R&B              | UK                  |
| --------------------------------------------------- | ------------------------------------------- | ------------------- | ------------------- | ------------------- |
| 1968                                                | TCB (com Diana Ross & The Supremes)         | 1                   | 1                   | 11                  |
| 1969                                                | The Temptations Show                        | 24                  | 2                   | —                   |
| 1969                                                | On Broadway (com Diana Ross & The Supremes) | 38                  | 4                   | —                   |
| "—" denota lançamentos que não entraram nas paradas |                                             |                     |                     |                     |

## Singles

### Otis Williams & The Siberians
- 1958: "Pecos Kid" b/w "All Of My Life"

### The Distants
- 1959: "Come On" b/w "Always" (com The Andantes)
- 1960: "Open Your Heart" b/w "All Right"

Ambos singles originalmente lançados localmente pela gravadora Northern, depois nacionalmente pela Warwick

### The Temptations

#### Motown - anos 1960
Os singles a seguir foram lançados pelo selo da Motown, o Gordy, exceto: "Oh Mother of Mine" e "Check Yourself" foram lançados pela Miracle, "Mind Over Matter (I'm Gonna Make You Mine)" foi lançado pela Mel-o-dy, e os três duetos entre Supremes/Temptations foram lançados pela  Motown. "I Second That Emotion" foi lançado apenas no Reino Unido pela Tamla-Motown. Os vocalistas líderes estão identificados em cada um dos singles.
| Ano                                                | Canção                                                                     | Vocalista                                                                        | Posição nas paradas | Posição nas paradas | Posição nas paradas    |
| Ano                                                | Canção                                                                     | Vocalista                                                                        | US                  | US R&B              | UK                     |
| -------------------------------------------------- | -------------------------------------------------------------------------- | -------------------------------------------------------------------------------- | ------------------- | ------------------- | ---------------------- |
| 1961                                               | "Oh Mother of Mine"                                                        | Paul Williams e Eddie Kendricks                                                  | —                   | —                   | —                      |
| 1961                                               | "Check Yourself"                                                           | Paul Williams, Otis Williams, e Melvin Franklin                                  | —                   | —                   | —                      |
| 1962                                               | "Dream Come True"                                                          | Eddie Kendricks                                                                  | —                   | 22                  | —                      |
| 1962                                               | "Mind Over Matter (I'm Gonna Make You Mine)" (creditado como The Pirates)  | Eddie Kendricks                                                                  | —                   | —                   | —                      |
| 1962                                               | "Paradise"                                                                 | Eddie Kendricks                                                                  | 122                 | —                   | —                      |
| 1963                                               | "I Want A Love I Can See"                                                  | Paul Williams                                                                    | —                   | —                   | —                      |
| 1963                                               | "Farewell My Love"                                                         | Paul Williams                                                                    | —                   | —                   | —                      |
| 1964                                               | "The Way You Do the Things You Do"                                         | Eddie Kendricks                                                                  | 11                  | 1*                  | —                      |
| 1964                                               | "I'll Be in Trouble" /                                                     | Eddie Kendricks                                                                  | 33                  | 22*                 | —                      |
| 1964                                               | "The Girl's Alright with Me" (Lado-B de "I'll Be In Trouble" )             | Eddie Kendricks                                                                  | 102                 | 39*                 | —                      |
| 1964                                               | "Girl (Why You Wanna Make Me Blue)"                                        | Eddie Kendricks                                                                  | 26                  | 11*                 | —                      |
| 1964                                               | "My Girl"                                                                  | David Ruffin                                                                     | 1                   | 1                   | 43                     |
| 1965                                               | "It's Growing" (vocais adicionais de The Andantes)                         | David Ruffin                                                                     | 18                  | 3                   | 45                     |
| 1965                                               | "Since I Lost My Baby" /                                                   | David Ruffin                                                                     | 17                  | 4                   | —                      |
| 1965                                               | "You've Got to Earn It" (B-side of "Since I Lost My Baby")                 | Eddie Kendricks                                                                  | 123                 | 22                  | —                      |
| 1965                                               | "My Baby" /                                                                | David Ruffin                                                                     | 13                  | 4                   | —                      |
| 1965                                               | "Don’t Look Back" (Lado-B de "My Baby")                                    | Paul Williams                                                                    | 83                  | 15                  | —                      |
| 1966                                               | "Get Ready"                                                                | Eddie Kendricks                                                                  | 29                  | 1                   | 10 (relançado em 1969) |
| 1966                                               | "Ain't Too Proud to Beg"                                                   | David Ruffin                                                                     | 13                  | 1                   | 21                     |
| 1966                                               | "Beauty Is Only Skin Deep"                                                 | David Ruffin                                                                     | 3                   | 1                   | 18                     |
| 1966                                               | "(I Know) I'm Losing You"                                                  | David Ruffin                                                                     | 8                   | 1                   | 19                     |
| 1967                                               | "All I Need"                                                               | David Ruffin                                                                     | 8                   | 2                   | —                      |
| 1967                                               | "You're My Everything" /                                                   | Eddie Kendricks e David Ruffin                                                   | 6                   | 3                   | 26                     |
| 1967                                               | "I've Been Good To You"" (Lado-B de "You're My Everything")                | Eddie Kendricks                                                                  | 124                 | —                   | —                      |
| 1967                                               | "(Loneliness Made Me Realize) It's You That I Need"                        | David Ruffin, Paul Williams, Otis Williams, Melvin Franklin e Eddie Kendricks    | 14                  | 3                   | —                      |
| 1968                                               | "I Wish It Would Rain" /                                                   | David Ruffin                                                                     | 4                   | 1                   | 45                     |
| 1968                                               | "I Truly, Truly Believe" (Lado-B de "I Wish It Would Rain")                | Melvin Franklin                                                                  | 116                 | 41                  | —                      |
| 1968                                               | "I Could Never Love Another (After Loving You)"                            | David Ruffin                                                                     | 13                  | 1                   | 47                     |
| 1968                                               | "Please Return Your Love To Me"                                            | Eddie Kendricks                                                                  | 26                  | 4                   | —                      |
| 1968                                               | "Cloud Nine"                                                               | Dennis Edwards, Paul Williams, Eddie Kendricks, Otis Williams, e Melvin Franklin | 6                   | 2                   | 15                     |
| 1968                                               | "Rudolph the Red-Nosed Reindeer" /                                         | Eddie Kendricks, Melvin Franklin, Dennis Edwards, Paul Williams e Otis Williams  | —                   | —                   | —                      |
| 1968                                               | "Silent Night" (Lado-B de "Rudolph the Red-Nosed Reindeer")                | Eddie Kendricks                                                                  | —                   | —                   | —                      |
| 1969                                               | "I'm Gonna Make You Love Me" (Diana Ross & the Supremes e The Temptations) | Diana Ross e Eddie Kendricks (Interlúdio falado por Otis Williams)               | 2                   | 2                   | 3                      |
| 1969                                               | "Runaway Child, Running Wild"                                              | Dennis Edwards, Paul Williams, Eddie Kendricks, Otis Williams, e Melvin Franklin | 6                   | 1                   | —                      |
| 1969                                               | "I'll Try Something New" (Diana Ross & the Supremes e The Temptations)     | Diana Ross and Eddie Kendricks                                                   | 25                  | 8                   | —                      |
| 1969                                               | "Don't Let The Joneses Get You Down"                                       | Dennis Edwards, Paul Williams, Eddie Kendricks, Otis Williams, e Melvin Franklin | 20                  | 2                   | —                      |
| 1969                                               | "I Second That Emotion" (Diana Ross & the Supremes e The Temptations)      | Diana Ross and Eddie Kendricks                                                   | —                   | —                   | 18                     |
| 1969                                               | "I Can't Get Next to You"                                                  | Dennis Edwards, Paul Williams, Eddie Kendricks, Otis Williams, e Melvin Franklin | 1                   | 1                   | 13                     |
| 1969                                               | "The Weight" (Diana Ross & the Supremes e The Temptations)                 | Diana Ross, Eddie Kendricks, e Paul Williams                                     | 46                  | 4                   | —                      |
| "—" denota lançamento que não entraram nas paradas |                                                                            |                                                                                  |                     |                     |                        |

(*) Denota informação derivada das paradas Cashbox R&B, pois não houve parada Billboard R&B Singles Chart de novembro de  1963 até janeiro de 1965. Quando a parada de singles R&B da Billboard foi reinstaurada em 30 de janeiro de 1965, o sucesso dos Temptations "My Girl" foi o primeiro número 1 na nova parada.

#### Motown - anos 1970
Os seguintes singles foram lançados pelo selo da Motown, a Gordy, exceto por "Why (Must We Fall in Love)" e "Law of the Land", lançados pela Tamla-Motown no Reino Unido. Os vocalistas líderes estão identificados em cada um dos singles.
| Ano                                                 | Canção                                                                     | Vocalista                                                                                            | Posição nas paradas | Posição nas paradas | Posição nas paradas | Posição nas paradas |
| Ano                                                 | Canção                                                                     | Vocalista                                                                                            | US                  | US R&B              | US AC               | UK                  |
| --------------------------------------------------- | -------------------------------------------------------------------------- | --- | ------------------- | ------------------- | ------------------- | ------------------- |
| 1970                                                | "Psychedelic Shack"                                                        | Dennis Edwards, Paul Williams, Eddie Kendricks, Otis Williams, e Melvin Franklin                     | 7                   | 2                   | —                   | 33                  |
| 1970                                                | "Why (Must We Fall in Love)" (Diana Ross & the Supremes e The Temptations) | Diana Ross e Eddie Kendricks                                                                         | —                   | —                   | —                   | 31                  |
| 1970                                                | "Ball of Confusion (That's What the World Is Today)"                       | Dennis Edwards, Paul Williams, Eddie Kendricks, e Melvin Franklin                                    | 3                   | 2                   | —                   | 7                   |
| 1970                                                | "Ungena Za Ulimwengu (Unite The World)" /                                  | Dennis Edwards and Melvin Franklin                                                                   | 33                  | 8                   | —                   | —                   |
| 1970                                                | "Hum Along and Dance" (Lado-B de "Ungena Za Ulimwengu (Unite The World)")  | Dennis Edwards, Eddie Kendricks, Otis Williams e Melvin Franklin                                     | —                   | —                   | —                   | —                   |
| 1971                                                | "Just My Imagination (Running Away with Me)"                               | Eddie Kendricks e Paul Williams                                                                      | 1                   | 1                   | 33                  | 8                   |
| 1971                                                | "It's Summer"                                                              | Dennis Edwards, Richard Street e Melvin Franklin                                                     | 51                  | 29                  | —                   | —                   |
| 1971                                                | "Superstar (Remember How You Got Where You Are)"                           | Dennis Edwards, Richard Street, Damon Harris, Otis Williams, e Melvin Franklin                       | 18                  | 8                   | —                   | 32                  |
| 1972                                                | "Take a Look Around"                                                       | Dennis Edwards, Richard Street, Damon Harris e Otis Williams                                         | 30                  | 10                  | —                   | 13                  |
| 1972                                                | "Mother Nature" /                                                          | Dennis Edwards                                                                                       | 92                  | 27                  | —                   | —                   |
| 1972                                                | "Funky Music Sho Nuff Turns Me On" (Lado-B de "Mother Nature")             | Dennis Edwards, Richard Street, Damon Harris, Otis Williams, e Melvin Franklin                       | —                   | 27                  | —                   | —                   |
| 1972                                                | "Papa Was a Rollin' Stone"                                                 | Dennis Edwards, Richard Street, Damon Harris e Melvin Franklin                                       | 1                   | 5                   | —                   | 14                  |
| 1973                                                | "Masterpiece"                                                              | Dennis Edwards, Richard Street, Damon Harris e Melvin Franklin (Introdução falada por Otis Williams) | 7                   | 1                   | —                   | —                   |
| 1973                                                | "Plastic Man"                                                              | Dennis Edwards, Richard Street, Damon Harris e Melvin Franklin                                       | 40                  | 8                   | —                   | —                   |
| 1973                                                | "Hey Girl (I Like Your Style)"                                             | Richard Street                                                                                       | 35                  | 2                   | —                   | —                   |
| 1973                                                | "Law of the Land"                                                          | Dennis Edwards, Richard Street, e Damon Harris                                                       | —                   | —                   | —                   | 41                  |
| 1973                                                | "Let Your Hair Down" (instrumentação por Rose Royce)                       | Dennis Edwards                                                                                       | 27                  | 1                   | —                   | —                   |
| 1974                                                | "Heavenly"                                                                 | Richard Street and Damon Harris                                                                      | 43                  | 8                   | —                   | —                   |
| 1974                                                | "You've Got My Soul on Fire"                                               | Dennis Edwards                                                                                       | 74                  | 8                   | —                   | —                   |
| 1974                                                | "Happy People" (instrumentação por "The Temptations Band": The Commodores) | Dennis Edwards e Melvin Franklin                                                                     | 40                  | 1                   | —                   | —                   |
| 1975                                                | "Shakey Ground" (instrumentação por The Eddie Hazel Band)                  | Dennis Edwards                                                                                       | 26                  | 1                   | —                   | —                   |
| 1975                                                | "Glasshouse"                                                               | Dennis Edwards, Otis Williams, Richard Street, Melvin Franklin e Damon Harris                        | 37                  | 9                   | —                   | —                   |
| 1976                                                | "Keep Holdin' On"                                                          | Dennis Edwards                                                                                       | 54                  | 3                   | —                   | —                   |
| 1976                                                | "Up The Creek (Without A Paddle)"                                          | Dennis Edwards                                                                                       | 94                  | 21                  | —                   | —                   |
| 1976                                                | "Who Are You (and What Are You Doing the Rest of Your Life)"               | Dennis Edwards                                                                                       | —                   | 22                  | —                   | —                   |
| "—" denota lançamentos que não entraram nas paradas |                                                                            | |                     |                     |                     |                     |

#### Atlantic Records
Os quatro singles seguintes foram lançados pela Atlantic Records.
| Ano  | Canção               | Vocalista                      | Posição nas paradas |
| Ano  | Canção               | Vocalista                      | US R&B              |
| ---- | -------------------- | ------------------------------ | ------------------- |
| 1977 | "In a Lifetime"      | Glenn Leonard                  | 21                  |
| 1978 | "Think for Yourself" | Louis Price                    | 58                  |
| 1978 | "Bare Back"          | Richard Street e Glenn Leonard | 42                  |
| 1978 | "Ever Ready Love"    | Glenn Leonard                  | 31                  |

#### Motown
Os Temptations retornam à Motown e à Gordy.
| Ano                                                 | Canção                                               | Vocalista                                                                                   | Posição nas paradas | Posição nas paradas | Posição nas paradas | Posição nas paradas |
| Ano                                                 | Canção                                               | Vocalista                                                                                   | US                  | US R&B              | US AC               | UK                  |
| --------------------------------------------------- | ---------------------------------------------------- | ------------------------------------------------------------------------------------------- | ------------------- | ------------------- | ------------------- | ------------------- |
| 1980                                                | "Power"                                              | Dennis Edwards, Glenn Leonard, Melvin Franklin e Richard Street                             | 43                  | 11                  | —                   | —                   |
| 1980                                                | "Struck by Lightning Twice"                          | Dennis Edwards                                                                              | —                   | 55                  | —                   | —                   |
| 1980                                                | "Take Me Away" (do filme Loving Couples)             | Glenn Leonard                                                                               | —                   | 69                  | —                   | —                   |
| 1981                                                | "Aiming at Your Heart"                               | Richard Street e Glenn Leonard                                                              | 67                  | 36                  | —                   | —                   |
| 1981                                                | "Oh What a Night"                                    | Richard Street                                                                              | 104                 | —                   | —                   | —                   |
| 1982                                                | "Standing on the Top - Pt. 1" (featuring Rick James) | Rick James, Dennis Edwards, David Ruffin, Eddie Kendricks, Richard Street e Melvin Franklin | 66                  | 6                   | —                   | 53                  |
| 1982                                                | "More on the Inside"                                 | Dennis Edwards                                                                              | —                   | 82                  | —                   | —                   |
| 1983                                                | "Love on My Mind Tonight"                            | Dennis Edwards                                                                              | 88                  | 17                  | —                   | —                   |
| 1983                                                | "Miss Busy Body (Get Your Body Busy)"                | Dennis Edwards                                                                              | —                   | 67                  | —                   | —                   |
| 1983                                                | "Sail Away"                                          | Ron Tyson                                                                                   | 54                  | 13                  | 17                  | —                   |
| 1984                                                | "Treat Her Like a Lady"                              | Ali-Ollie Woodson                                                                           | 48                  | 2                   | —                   | 12                  |
| 1985                                                | "My Love Is True (Truly for You)"                    | Ron Tyson                                                                                   | —                   | 14                  | —                   | 84                  |
| 1985                                                | "How Can You Say That It's Over"                     | Ron Tyson e Ali-Ollie Woodson                                                               | —                   | 81                  | —                   | —                   |
| 1985                                                | "Do You Really Love Your Baby"                       | Ali-Ollie Woodson                                                                           | —                   | 14                  | —                   | 88                  |
| 1986                                                | "Touch Me"                                           | Ali-Ollie Woodson                                                                           | —                   | 63                  | —                   | —                   |
| 1986                                                | "A Fine Mess"                                        | Ali-Ollie Woodson                                                                           | —                   | 63                  | 28                  | —                   |
| 1986                                                | "My Girl" (relançamento)                             | David Ruffin                                                                                | —                   | —                   | 27                  | 92                  |
| 1986                                                | "I'm Fascinated"                                     | Richard Street                                                                              | —                   | —                   | —                   | 84                  |
| 1986                                                | "Lady Soul"                                          | Ali-Ollie Woodson                                                                           | 47                  | 4                   | —                   | —                   |
| 1986                                                | "To Be Continued..."                                 | Ali-Ollie Woodson                                                                           | —                   | 25                  | —                   | —                   |
| 1987                                                | "Someone"                                            | Ali-Ollie Woodson                                                                           | —                   | 45                  | —                   | —                   |
| "—" denota lançamentos que não entraram nas paradas |                                                      |                                                                                             |                     |                     |                     |                     |

O selo Gordy label é absorvido pela Motown.
| Ano                                                 | Canção                                                                        | Vocalista                                                      | Posição nas paradas | Posição nas paradas | Posição nas paradas | Posição nas paradas |
| Ano                                                 | Canção                                                                        | Vocalista                                                      | US                  | US R&B              | US AC               | UK                  |
| --------------------------------------------------- | ----------------------------------------------------------------------------- | -------------------------------------------------------------- | ------------------- | ------------------- | ------------------- | ------------------- |
| 1987                                                | "I Wonder Who She's Seeing Now"                                               | Dennis Edwards                                                 | —                   | 3                   | 36                  | 90                  |
| 1987                                                | "Papa Was a Rollin' Stone" (relançamento)                                     | Dennis Edwards, Richard Street, Melvin Franklin e Damon Harris | —                   | —                   | —                   | 31                  |
| 1987                                                | "Look What You Started"                                                       | Dennis Edwards                                                 | —                   | 8                   | —                   | 63                  |
| 1988                                                | "Do You Wanna Go with Me"                                                     | Dennis Edwards                                                 | —                   | 53                  | —                   | —                   |
| 1989                                                | "All I Want from You"                                                         | Ali-Ollie Woodson                                              | —                   | 16                  | —                   | 71                  |
| 1989                                                | "Special"                                                                     | Ali-Ollie Woodson                                              | —                   | 10                  | —                   | —                   |
| 1990                                                | "Soul to Soul"                                                                | Ali-Ollie Woodson e Ron Tyson                                  | —                   | 12                  | —                   | —                   |
| 1991                                                | "The Motown Song" (Rod Stewart ft. the Temptations; lançado pela Warner Bros) | Rod Stewart e Ali-Ollie Woodson                                | 10                  | —                   | 3                   | —                   |
| 1991                                                | "The Jones"                                                                   | Otis Williams, Ron Tyson e Ali-Ollie Woodson                   | —                   | 41                  | —                   | 69                  |
| 1992                                                | "My Girl" (relançamento)                                                      | David Ruffin                                                   | —                   | —                   | —                   | 2                   |
| 1992                                                | "Hoops of Fire"                                                               | Ali-Ollie Woodson                                              | —                   | 68                  | —                   | —                   |
| 1994                                                | "Error of Our Ways"                                                           | Ali-Ollie Woodson                                              | —                   | 86                  | —                   | —                   |
| "—" denota lançamentos que não entraram nas paradas |                                                                               |                                                                |                     |                     |                     |                     |

As seguintes faixas, todas entraram nas paradas, mas não foram comercializadas como singles.
| Ano                                                 | Canção                  | Vocalista                                       | Posição nas paradas | Posição nas paradas |
| Ano                                                 | Canção                  | Vocalista                                       | US R&B              | US Urban AC         |
| --------------------------------------------------- | ----------------------- | ----------------------------------------------- | ------------------- | ------------------- |
| 1995                                                | "Silent Night"          | Melvin Franklin, Dennis Edwards e Glenn Leonard | 16                  | —                   |
| 1998                                                | "Stay"                  | Theo Peoples, Terry Weeks e Ron Tyson           | 28                  | 1                   |
| 1999                                                | "This Is My Promise"    | Theo Peoples                                    | 54                  | —                   |
| 1999                                                | "How Could He Hurt You" | Barrington "Bo" Henderson                       | 57                  | —                   |
| 2000                                                | "I'm Here"              | Terry Weeks                                     | 40                  | —                   |
| 2007                                                | "How Deep Is Your Love" | Ron Tyson                                       | —                   | 38                  |
| 2018                                                | "Waitin On You"         | Marc Alonzo                                     | —                   | 38                  |
| "—" denota lançamentos que não entraram nas paradas |                         |                                                 |                     |                     |